# Ключ 89
Ключ 89 (трад. и упр. 爻) — ключ Канси со значением «Двойная Х»; один из 34, состоящих из четырёх штрихов.
В словаре Канси всего 16 символов (из 49 030), которые можно найти c этим радикалом.

## История
Древняя идеограмма изображала перекрещенные бамбуковые палочки, применяемые для счета.
Произошедший от него иероглиф обозначает «черту в гексаграмме („И-цзина“)». Также может обозначать «смешивать, перемешивать, перекрещивать, пересекать, линия, черта, рубеж», «путать».
В качестве ключевого знака иероглиф используется редко.

Вид в Цзиньвэнь
Вид в Цзягувэнь
Вид в большой печати Чжуаньшу
Вид в малой печати Чжуаньшу

В словарях находится под номером 89.

## Варианты прочтения
- кит. 爻, yáo, яо (ключ «перемешивать»).
- яп. めめ, meme, мэмэ (ключ «две メ»)
- кор. 사귈효부, sagwil hyobu, саквиль хебу (ключ «гадание»)

## Примеры иероглифов
| Доп. штрихи | Иероглифы |
| ----------- | --------- |
| 0           | 爻        |
| 4           | 㸚        |
| 5           | 爼        |
| 7           | 爽        |
| 10          | 爾        |